# حكومة عبد الله اليافي الخامسة
الحكومة اللبنانية التاسعة عشر بعد الاستقلال، والرابعة بعهد الرئيس كميل شمعون ، وهي خامس حكومة يترأسها عبد الله اليافي (الثالثة بعد الاستقلال). شكلت الحكومة بموجب المرسوم رقم 4293 بتاريخ 1 آذار / مارس 1954، ونالت الثقة ب23 صوتاً ضد 8 أصوات وامتناع 3. واستقالت بتاريخ 16 أيلول / سبتمبر 1954.

## أعضاء الحكومة
- عبد الله اليافي رئيساً لمجلس الوزراء ووزيراً للأنباء ووزيراً للمالية.
- غبريال المر وزيراً للأشغال العامة.
- رشيد كرامي وزيراً للاقتصاد الوطني ووزيراً للشئون الاجتماعية.
- نقولا سالم وزيراً للبرق والبريد والهاتف ووزيراً للتربية الوطنية.
- ألفرد جورج النقاش وزيراً للخارجية والمغتربين ووزيراً للعدلية.
- جورج الهراوي وزيراً للداخلية.
- مجيد أرسلان وزيراً للدفاع الوطني.
- كاظم الخليل وزيراً للزراعة ووزيراً للصحة العامة.

## وصلات خارجية
- موقع رئاسة مجلس الوزراء الرسمي